# Hydrophorus phaeopteryx
Hydrophorus phaeopteryx är en tvåvingeart som beskrevs av Hurley 1985. Hydrophorus phaeopteryx ingår i släktet Hydrophorus och familjen styltflugor.
Artens utbredningsområde är Alaska. Inga underarter finns listade i Catalogue of Life.